# Pompiliu Eliade
Pour les articles homonymes, voir Eliade.
Pompiliu Eliade (né le 13 avril 1869 à Bucarest, en Roumanie ; mort le 24 mai 1914) est un historien littéraire, philosophe et professeur de français l'université de Bucarest. Il devint membre correspondant de l'Académie roumaine le 21 mai 1912.
Il a donné son nom à une rue de Bucarest (Strada Pompilu Eliade).